# 엔다이아인
엔다이인(영어: enediyne)은 삼중 결합 2개와 이중 결합 1개가 있는 물질이다. 9원자 고리형과 10원자 고리형의 엔다이인은 항암제 등으로 주목을 받는다.

## 같이 보기
- 엔아인
- 폴리아인